# 1996 Stock (Metro de Londres)
1996 Stock és un tren del Metro de Londres utilitzat a la línia Jubilee i són avui dia els més nous que circulen per la xarxa. Foren construïts per Alstom i començaren a donar servei el 1997. Són similars a 1995 Stock.